# أحمد الإنجليزي

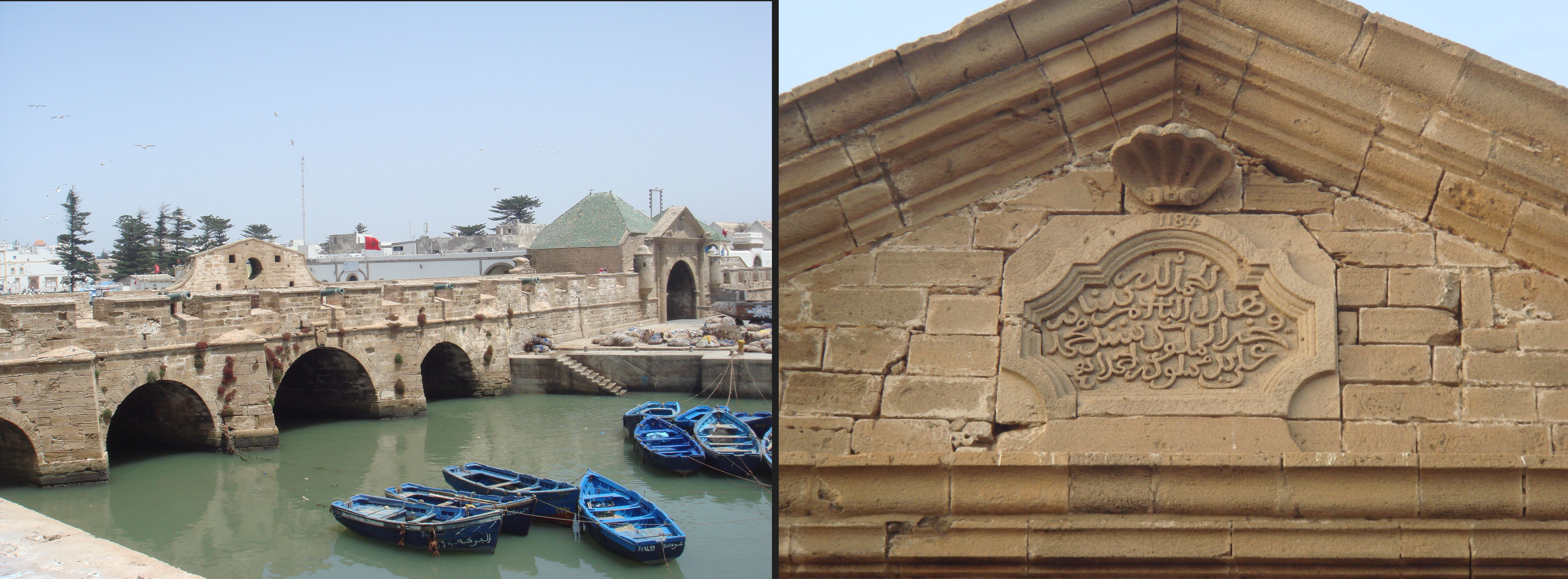
تحصينات ميناء الصويرة التي بناها أحمد العلج، والمعروف أيضا باسم أحمد الإنجليزي، كما هو موضح في النقش المنحوت باللغة العربية (يمين).

أحمد الإنجليزي أو أحمد العلج، مهندس معماري من أصل إنجليزي عمل لدى السلطان المغربي محمد بن عبد الله. يبدو أنه كان في صفوف قراصنة سلا، حيث اعتنق الإسلام. تم تكليفه ببناء أجزاء من مدينة الصويرة، كمدخل الميناء، التي اتمه سنة 1184 هـ / 1770م، بعد أن صمم وبنى هذه المدينة الفرنسي تيودور كورنو، نتيجة تضرر ميناء سلا بعد زلزال لشبونة المدمر، فتم نقل الميناء الرئيسي للدولة المغربية إلى الصويرة.
واشتهر أحمد الإنجليزي بترميمه سنة 1189 هـ / 1775م لبرج الصراط في أقدم مسجد في الرباط المسمى بالجامع العتيق داخل قصبة الوداية. كما أنه كان مسؤولا عن العديد من التحصينات التي بنيت في الرباط ومكناس مثل باب المنصور العلج.